# Sekta II
Sekta II (ang. The Skulls II) – amerykański filmowy dreszczowiec wyprodukowany w 2002 roku.

## Fabuła
Ryan Sommers zostaje członkiem elitarnego bractwa studenckiego o nazwie Skulls, w istocie tajemniczej sekty. Na terenie kampusu jest świadkiem mordu na młodej dziewczynie, Diannie Rollins, jego koledzy wmawiają mu jednak, iż były to jedynie popisy z jej strony. Gdy dowiaduje się, że dziewczyna rzeczywiście nie żyje, postanawia działać. Liczyć może jedynie na pomoc Kelly, odrzuconej przez kolegów studentki.

## Obsada
- Nathan West: Parker Neal
- Robin Dunne: Ryan Sommers
- Lindy Booth: Kelly
- Christopher Ralph: Jeff Colby
- Aaron Ashmore: Matt „Hutch” Hutchinson
- Ashley Tesoro: Ali
- Stephen Young: detektyw Nick Sousa
- Margot Gagnon: Dianna Rollins
- James Gallanders: Greg Sommers
- Andrew Gillies: Winston Taft
- Simon Reynolds: Phillip Sprague
- Ardon Bess: pan Beckford
- Sandi Ross: pani Beckford